# آرثر هاردي
آرثر هاردي (بالإنجليزية: Arthur Hardy)‏ هو ممثل بريطاني (وحمل سابقاً جنسية المملكة المتحدة لبريطانيا العظمى وأيرلندا)، ولد في 1870، وتوفي في 1951.

## وصلات خارجية
- آرثر هاردي على موقع IMDb (الإنجليزية)
- آرثر هاردي على موقع قاعدة بيانات الفيلم (الإنجليزية)